# Galina Enioukhina
Galina Iourievna Enioukhina (en russe : Галина Юрьевна Енюхина) est une coureuse cycliste soviétique née le 1er octobre 1959 à Krasnoïarsk, en Union soviétique.

## Biographie
Enioukhina termine cinquième de l'épreuve de vitesse individuelle aux Jeux olympiques d'été de 1992 à Barcelone. En 1994, elle remporte le championnat du monde de vitesse à Palerme.

## Palmarès

### Sur piste
- 1991
  - 2e au Grand Prix de Paris
- 1993
  - 2e au Grand Prix de Paris

### Championnats du monde
- Lyon 1989
  - Vice-Championne du monde de vitesse
- Palerme 1994
  -  Championne du monde de vitesse